# الفروج الطازج
الفروج الطازج هي سلسلة عالمية من مطاعم الوجبات السريعة مقرها في دولة الإمارات العربية المتحدة. كان الفروج الطازج أول سلسلة مطاعم سريعة في الإمارات العربية المتحدة تقدم أطعمة مثل سندويشات الشاورما ووجبات الدجاج. 
الفروج الطازج هي شركة فرعية مملوكة بالكامل للإسلامي للأغذية، وهي شركة تقدم المنتجات الحلال، ولديها 18 فرعًا في جميع أنحاء العالم بما في ذلك 14 فرعًا في الإمارات العربية المتحدة، وواحد في عمان، و2 في لبنان.

## تاريخ
أسست الفروج الطازج عائلة لبنانية في عام 1994، وافتتح أول فرع في الشارقة في الإمارات العربية المتحدة في ذلك العام. بحلول عام 2006، توسعت السلسلة إلى ثمانية فروع. 
استحوذ الإسلامي في فبراير 2008 على غالبية الأسهم في سلسلة مطاعم الفروج. استمر توسع الشركة في عام 2009، حيث كشف الإسلامي أنها ستوسع سلسلة الفروج إلى 17 فرعًا باستثمار 8 ملايين درهم (2.2 مليون دولار تقريبًا)، مما يوفر لها 17 فرعًا في جميع أنحاء العالم تتكون من 14 فرعًا في الإمارات العربية المتحدة، 1 في عمان و 2 في لبنان والكويت.

## روابط خارجية
- الموقع الرسمي